# بوکووو دوژه
بوکووو دوژه (به لهستانی:  Bukowo Duże) یک روستا در لهستان است که در گمینا وانسوش (استان پودلاسکی) واقع شده‌است.